# Cândido Sales
Cândido Sales es un municipio brasileño del estado de Bahía. Su población estimada en 2006 era de 32.125 habitantes. 

## Historia
El territorio de Cândido Sales que integraba el municipio de Vitória da Conquista, tuvo su origen en la mitad del siglo XIX, con el poblamiento por agricultores que allí se establecieron, formando el poblado Porto de Santa Cruz. En 1943, con la transferencia de la sede a poblado el nombre fue alterado a Quaraçu y en 1954 a Nova Conquista. 
El municipio se emancipó el 5 de julio de 1962, desligándose del municipio de Vitória da Conquista. 

### Hidrografía
- Río Pardo